# Калинів (авіабаза)
Авіабаза Калинів — аеродром розташований поруч з містом Новий Калинів Львівської області. На авіабазі базується 12-та окрема бригада армійської авіації.

## Історія
В кінці 1930-х років було розпочато будівництво аеродрому, але у зв'язку з початком Другої Світової війни, роботи були припинені. Після війни неподалік аеродрому були насаджені тополі, які осушили заболочені місцевості, де згодом були побудовані перші споруди військового призначення: казарма, їдальня, сховище для техніки.
В серпні 1960 року на авіабазу був передислокований 340-й окремий транспортно-бойовий вертолітний полк. 29 травня 1988 року на аеродром з Афганістану перелетів 335-й окремий бойовий вертолітний полк. Після розпаду СРСР обидві частини перейшли під юрисдикцію України, а 1 жовтня 1995 року на базі існуючих полків почалося формування 7-го полку армійської авіації, в 2016 полк переформатований в 12-ту окрему бригаду армійської авіації.
В вересні 1984 з Авіабази Жовтневе був перебазований 368-й окремий штурмовий авіаційний полк, що пробув тут по травень 1988 року, після чого був передислокований на авіабазу Чортків.
23 серпня 2013 року з аеродрому на гелікоптері Мі-8 було піднято найбільший державний прапор України на честь святкування Дня національного прапора.
В 2019 для авіабази були закуплені елементи світлосигнального обладнання на суму 2 189 205 гривень.